# Cultural Criminology
Der Begriff Cultural Criminology (selten als Kulturkriminologie übersetzt) bezeichnet eine kriminologische Theorieströmung aus dem angelsächsischen Sprachraum als besondere Form der übergeordneten Kulturwissenschaft (cultural studies).

## Beschreibung
Cultural Criminology ist ein methodologisch, theoretisch und interventionistisch orientierter Ansatz zur Untersuchung von Kriminalität und abweichendem Verhalten und ihrer sozialen Kontrolle. Cultural Criminology versteht sich als qualitative Sozialforschung und beruht auf ethnographischer Feldforschung. Kriminalität wird dabei als Erscheinungsform kultureller Entwicklung angesehen. In der Cultural Criminology geht es ausdrücklich um das Verstehen der Handelnden und ihrer Handlungen.
Der Ansatz greift auf die Erkenntnisse und Methoden verschiedener wissenschaftlicher Fachrichtungen wie Soziologie, Anthropologie und Literaturwissenschaften zurück und ist thematisch zurzeit kaum einzugrenzen. Deshalb ist die Cultural Criminology dem Vorwurf der Beliebigkeit ausgesetzt.